# Bairdia villosa
Bairdia villosa är en kräftdjursart. Bairdia villosa ingår i släktet Bairdia och familjen Bairdiidae. Inga underarter finns listade.